# Observatório Astronômico Nacional da Espanha

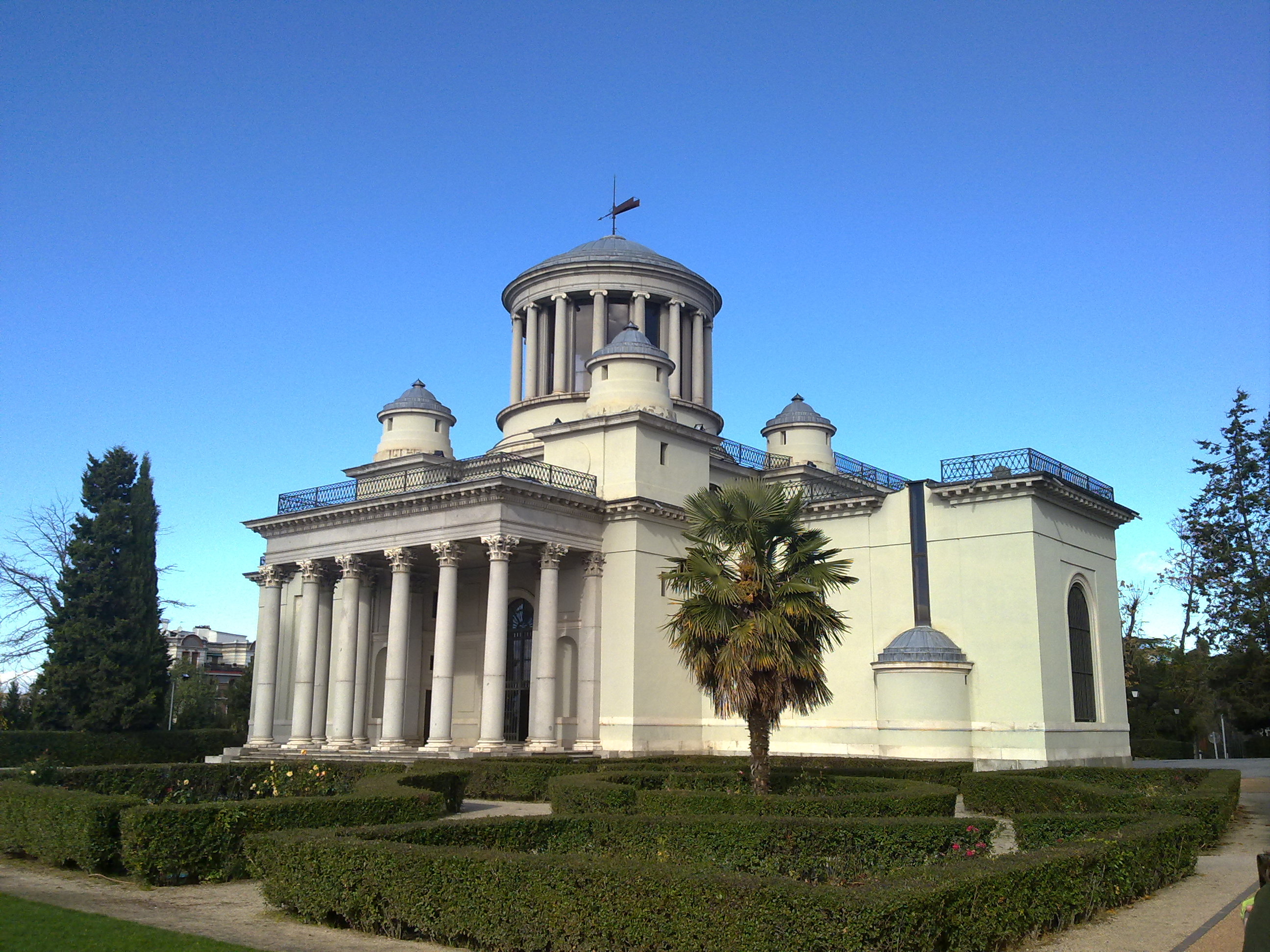
Real Observatório de Madri, fachada principal.

O Observatório Astronômico Nacional da Espanha é um observatório astronômico com várias instalações na área de Madri. A primeira instalação, agora considerado um monumento histórico, está localizada no Parque del Buen Retiro, foi iniciado em 1790 sob o nome de Real Observatório. O observatório original foi desenhado por Juan de Villanueva e é um bom representante da arquitetura neoclássica na Espanha. Atualmente, abriga uma biblioteca e uma exposição sobre antigos aparatos científicos.
Atualmente, os observatórios ativos estão localizados no sul do país, dedicados à observação do espaço ou a radioastronomia.

## Principais pesquisas
- Desenvolvimento de instrumentos radioastronômicos.
- Formação e evolução de estrelas.
- Física do meio interestelar.
- Geodésia espacial

## Publicações e divulgação
O Observatório publica desde 1860 um anuário astronômico com efemérides e artigos de divulgação.
Atualmente tem um museu na sede do Real Observatório Astronômico de Madri, onde se pode ver telescópios antigos e uma reprodução em tamanho real do grande telescópio de William Herschel.